# Neil Martin (pływak)
Neil William Martin (ur. 27 maja 1955 w Brisbane) – australijski pływak, olimpijczyk.
Reprezentował Australię na Letnich Igrzyskach Olimpijskich 1972, które odbyły się w Monachium.